# Cộng hòa Nhân dân Kuban
Cộng hoà Nhân dân Kuban (tiếng Nga: Кубанская Народная Республика Kubanskaya Narodnaya Respublika; tiếng Ukraina: Кубанська Народна Республiка Kubans'ka Narodna Respublika) là một quốc gia chống Bolshevik trong Nội chiến Nga, bao gồm lãnh thổ của khu vực Kuban ngày nay ở Nga.
Cộng hòa Nhân dân Kuban được thành lập bởi Kuban Rada vào ngày 28 tháng 1 năm 1918 và tuyên bố độc lập vào ngày 16 tháng 2. Nó bao gồm tất cả lãnh thổ của tỉnh Kuban, Đế quốc Nga.  Trong thời gian độc lập ngắn ngủi, nó đã tìm kiếm sự hợp nhất với Cộng hòa Nhân dân Ukraina cho đến khi sau đó bị lực lượng Liên Xô chiếm đóng.  Cộng hòa Nhân dân Kuban bị tồn tại đến ngày 7 tháng 11 năm 1919, trong 21 tháng.